# Đạm Phương
Đạm Phương (1881-1947) de son vrai nom Công Nữ Đồng Canh, communément appelée "la lettrée" (Đạm Phương nữ sử) est une poétesse, une activiste sociale et une journaliste d’avant-garde. Elle était la petite fille de l’empereur Minh Mạng.

## Biographie
Elle naquit le 3 juin 1881 à Huế et mourut le 10 décembre 1947 à Thanh Hóa. À l’âge de 20 ans en 1901, elle fut invitée à la cité impériale pour divulguer son enseignement aux princesses et aux femmes du palais.
Son premier article de presse paru dans la revue Nam Phong (Vent du Sud) à Hanoi en juillet 1918.
De 1918 à 1929, elle rédigea plus de deux cents articles pour les rares journaux de la première vague du journalisme, tels que : Trung Bắc tân văn (Gazette Annam-Tonkin) où elle assure la rubrique « Parole de femmes » et la rubrique « Littérature de femmes » dans Hữu Thanh. Elle écrit également pour les journaux Thực nghiệp dân báo et Lục tỉnh tân văn. Pour l’époque, son apport d'idées nouvelles est jugé massif et important. Par ses écrits, elle contribua à défendre la cause des femmes et la question de la libération des femmes dans une société confucéenne vietnamienne dont elle-même était issue.
En 1926, elle participa à la fondation et dirigea l’Association Nữ công học Hội Huế (Association éducative professionnelle pour les femmes de Huế), la première organisation d’enseignement privé réservé aux filles.
Également en 1926, à la mort du lettré moderniste Phan Châu Trinh, elle fut désignée, pour remplacer le vieux révolutionnaire Phan Bội Châu souffrant, à la présidence des obsèques du grand patriote. L'historienne Bui Tran Phuong note que cette désignation était "une chose exceptionnelle pour une femme, surtout dans la cité impériale de Hué". Elle considère Đạm Phương "comme l’une des premières féministes vietnamiennes du 20ème siècle". L'historien Phan Quang souligne ses talents de journaliste, sa vision avant-gardiste de la société vietnamienne et son important rôle social.
En 1928, soupçonnée d’appartenir au parti révolutionnaire Tân Việt (Nouveau Viêt Nam), elle fut arrêtée par les autorités coloniales.
À partir de la fin des années 1930, elle quitta le journalisme pour se consacrer à l’écriture d’ouvrages éducatifs.
Son troisième fils est le journaliste Hải Triều (1908-1954), un intellectuel marxiste et un critique littéraire renommé.

## Œuvres
- Kim tú cầu (1928)
- Hồng phấn tương tri (1929)
- "Năm mươi năm về trước" (1940)
- Giáo dục nhi đồng (1942)